# Marcusenius sp. nov. 'Malindi'
Marcusenius sp. nov. 'Malindi' là một loài cá thuộc họ Mormyridae. Nó là loài đặc hữu của Kenya. Môi trường sống tự nhiên của nó là các con sông.